# 弗賴恩貝格山
48°18′13″N 14°15′50″E / 48.30361°N 14.26389°E

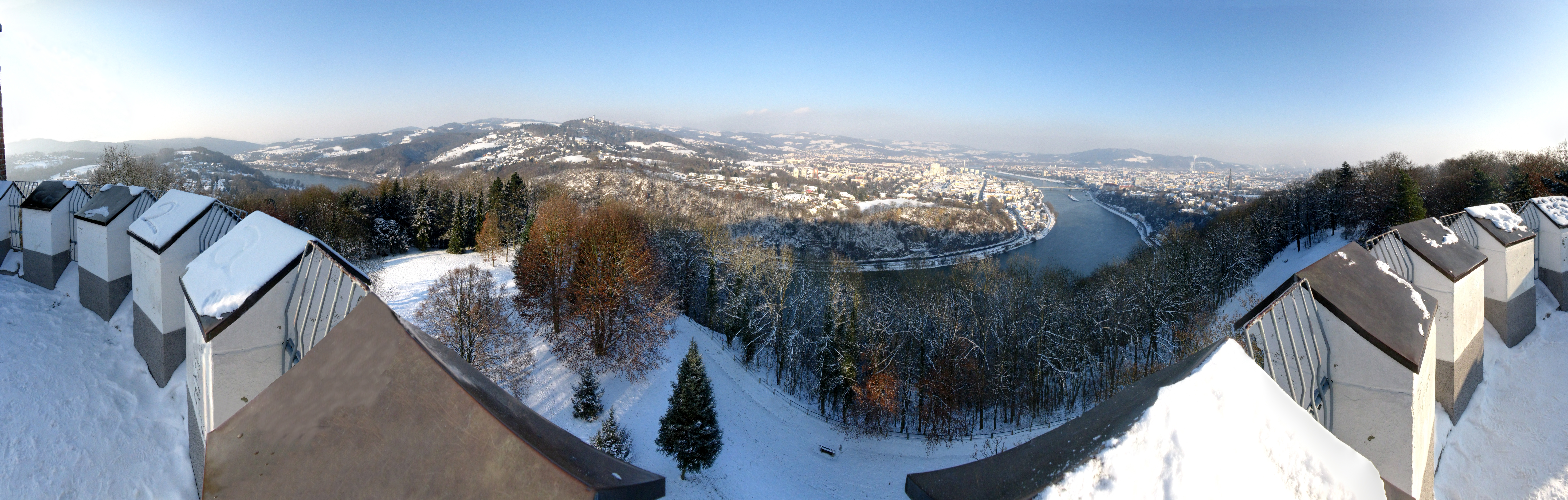

弗賴恩貝格山（德語：Freinberg），是奧地利的山峰，位於該國北部，由上奧地利州負責管轄，處於林茲境內，距離珀斯特靈貝格山1.4公里，海拔高度405米。